# Viver (Biosca)
Viver és una masia del municipi de Biosca (Solsonès) que forma part de l'Inventari del Patrimoni Arquitectònic de Catalunya.

## Descripció
És un edifici de quatre façanes i tres plantes. A la façana sud, a la planta baixa al centre, hi ha una entrada amb llinda de pedra i porta de fusta amb vidriera. A cada costat de l'entrada hi ha una finestra. A la planta següent, al centre hi ha un balcó amb barana de ferro. A cada costat del balcó, hi ha una finestra. A la darrera planta, hi ha tres obertures repartides per la façana.
A la façana est, hi ha tres finestres repartides per la façana(una a cada planta). A la façana oest, la planta està ocupada per una estructura, on a la part inferior té una entrada i una finestra, i a la part superior serveix de terrassa per a l'habitatge. Aquesta terrassa té barana de ferro. S'hi accedeix per una entrada que dona a la segona planta de la casa. A la dreta d'aquesta entrada hi ha una finestra. A la darrera planta hi ha una finestra. A la façana nord, hi ha una obertura a la darrera planta a la dreta. Té un edifici adjunt a la part esquerra. La coberta és de dos vessants (nord-sud), acabada amb teules.
Hi ha diversos petits edificis escampats pel recinte.